# Micrographia

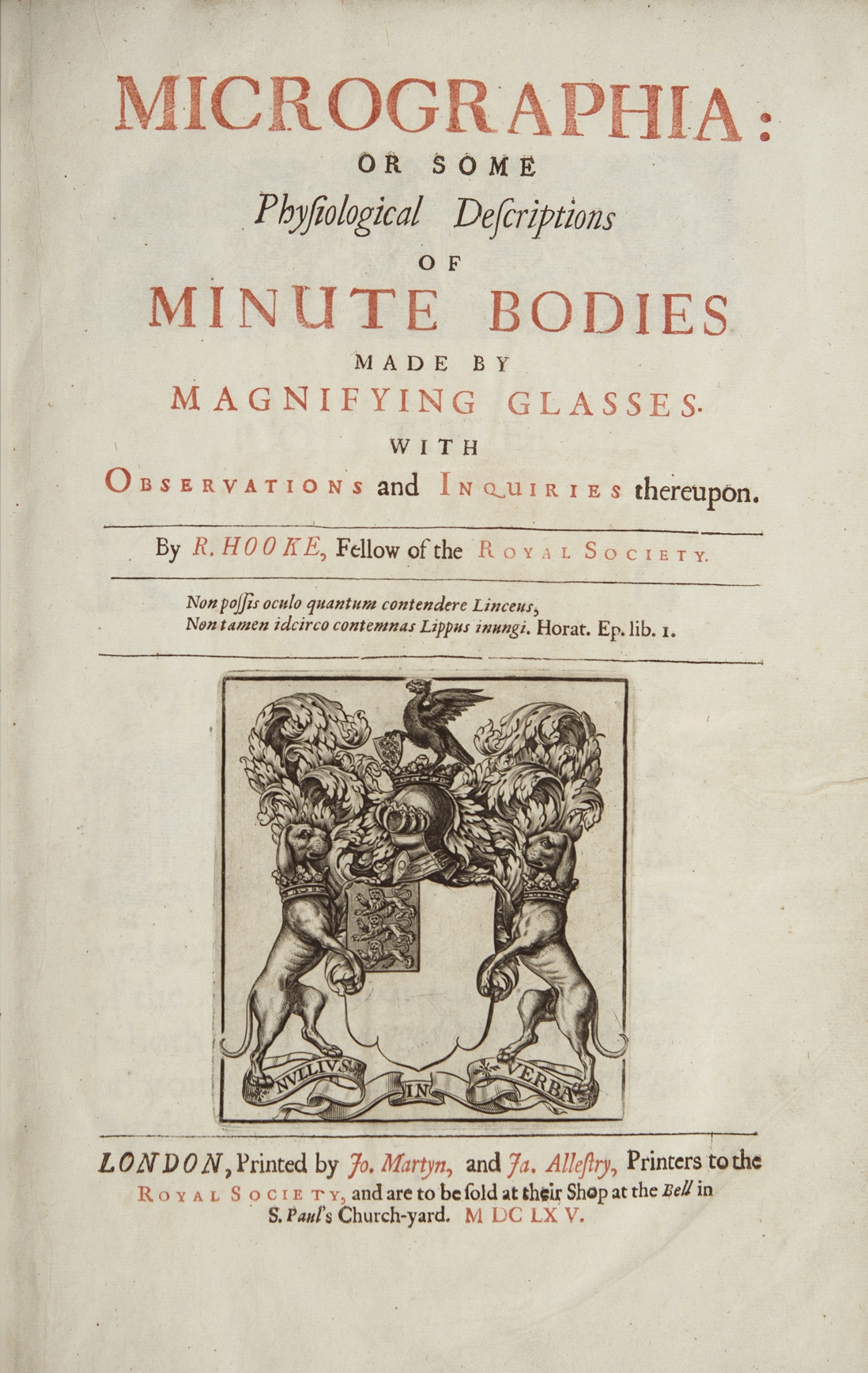

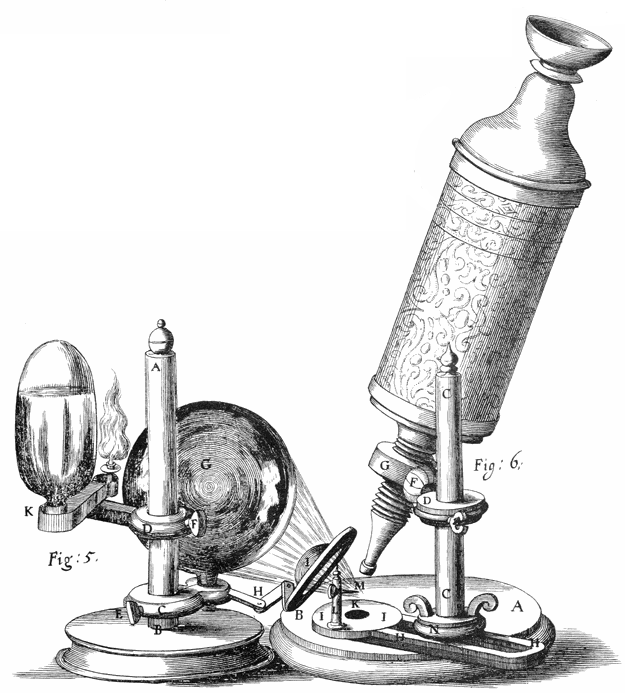
Мікроскоп Роберта Гука, майстер: Крістофер Кок

«Micrographia» («Мікрографія») — книга Роберта Гука, присвячена результатам спостережень 28-річного автора з використанням різноманітних лінз. Опублікована у вересні 1665 року, книга відразу стала бестселером. Гук чудово описує очі блохи і клітину рослини (він ввів цей термін, оскільки клітини рослин, обмежені стінками, нагадали йому монаші келії).
Відома своїми видатними мідними гравюрами мікросвіту, зокрема розкладними листами з комахами, книга підтверджує незвичайні можливості нового мікроскопа.
Розкладені гравюри комах більше розміру самого фоліанта, досить великого. Зокрема повний розмір гравюри блохи в чотири рази перевищує розмір книги. Хоча книга найбільш відома своєю пропагандою мікроскопа, вона також містить опис віддалених планетних тіл, хвильової теорії світла, органічне походження копалин та інші філософські та наукові інтереси автора.
Будучи опублікованій за підтримки Королівського товариства, популярність книги сприяла формуванню образу і місії товариства як науково-прогресивної організації Лондона.

Окремі гравюри з «Мікрографії»
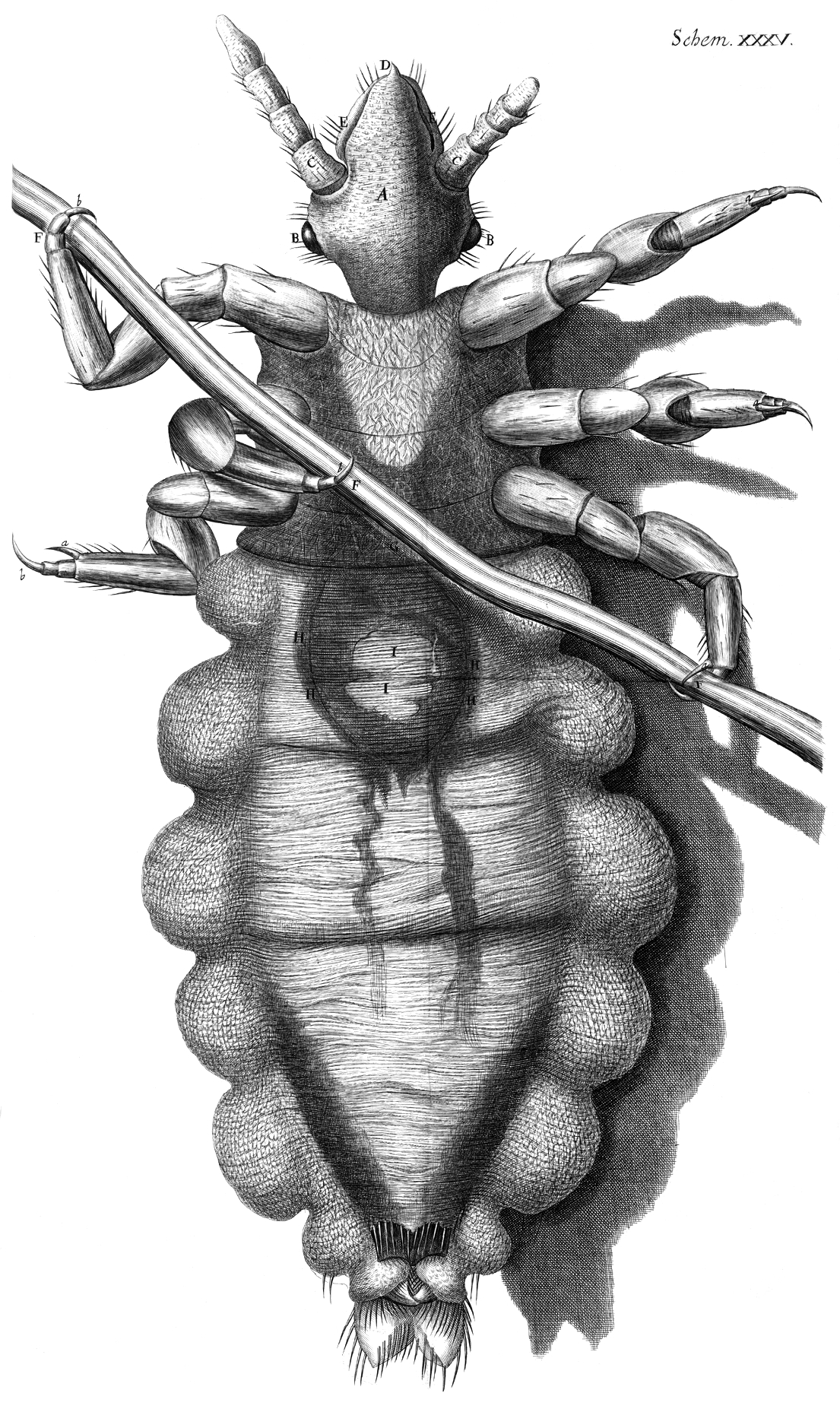
Рисунок воші.
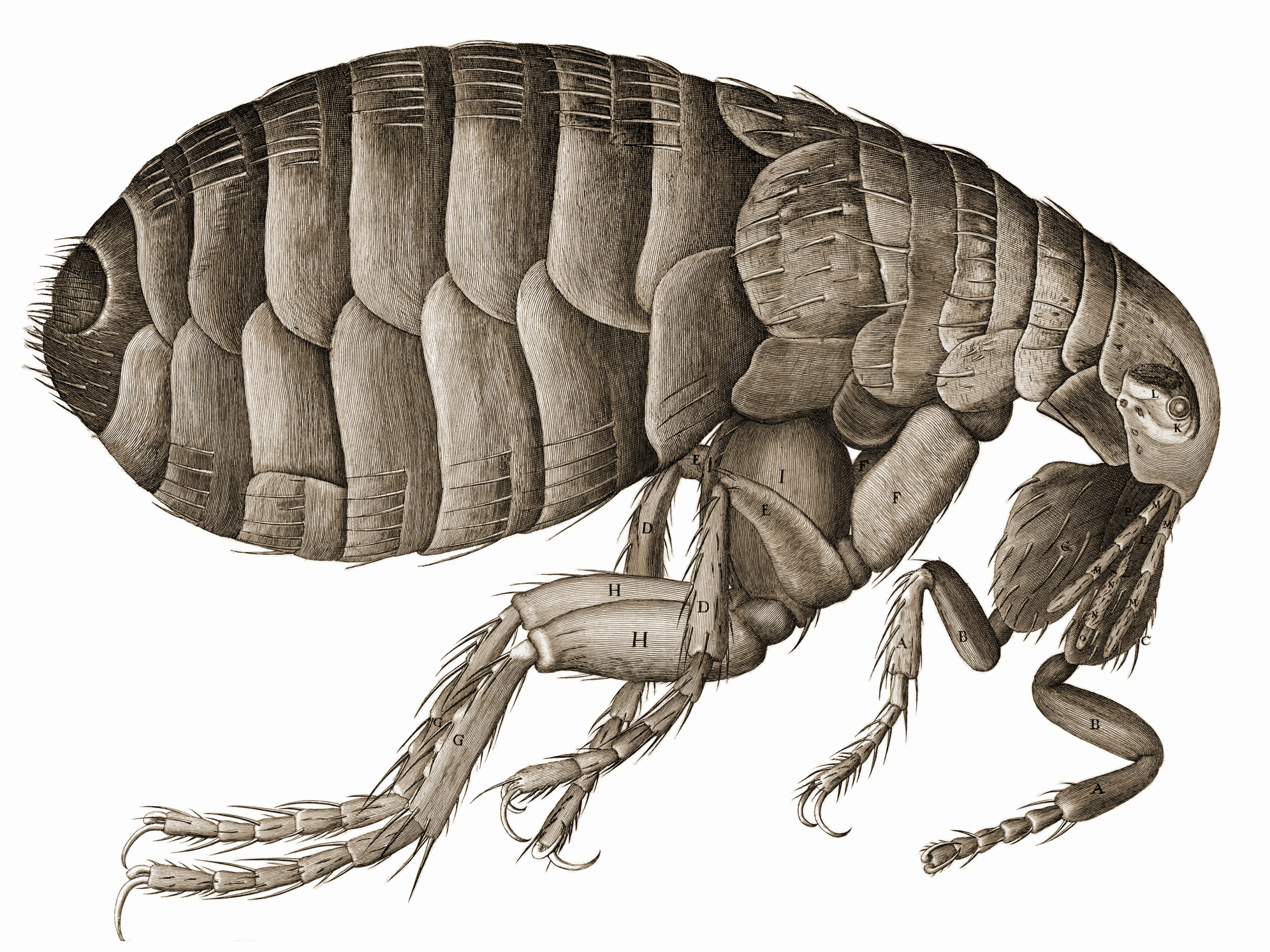
Рисунок блохи.
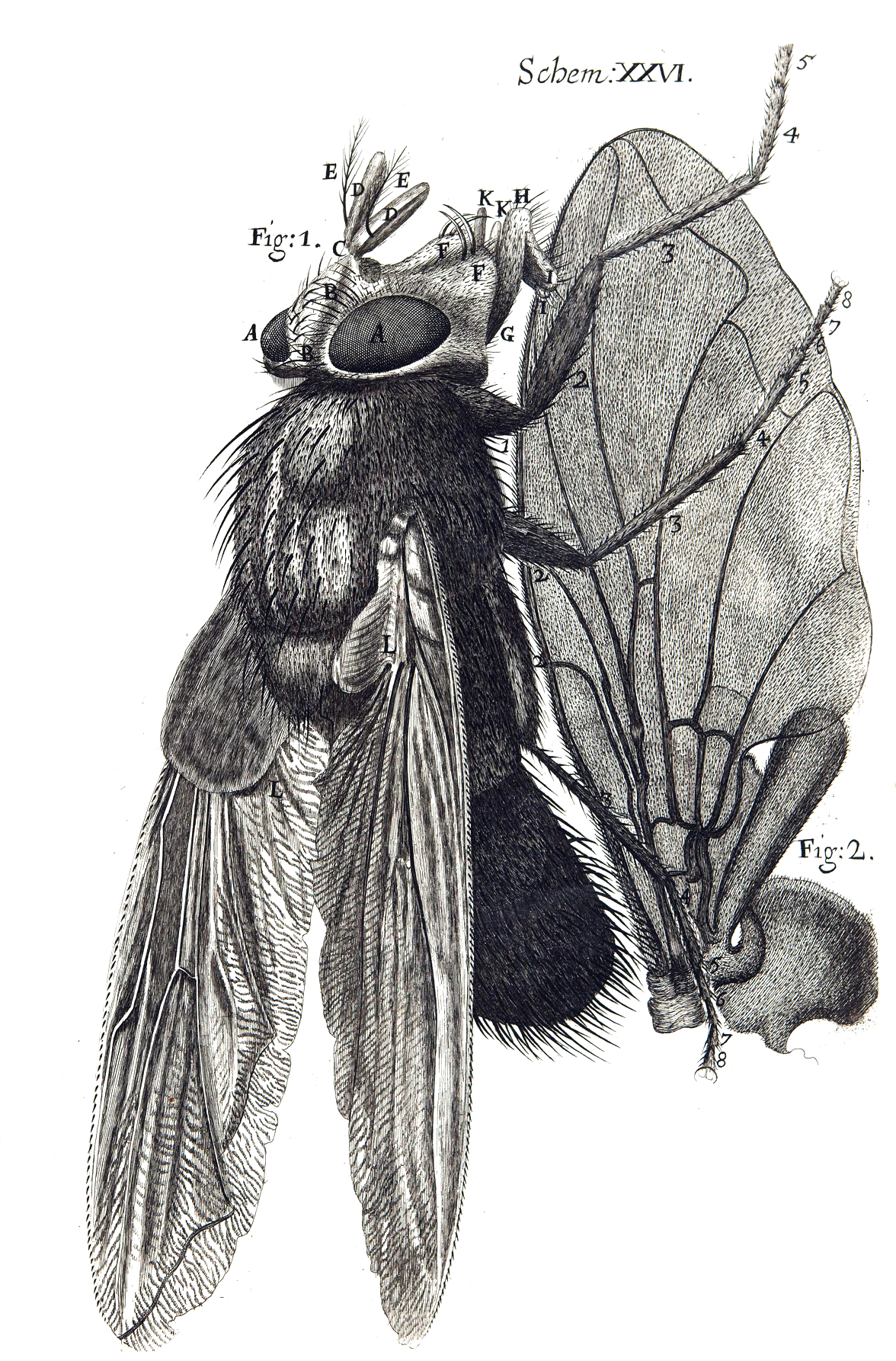
Рисунок мухи.
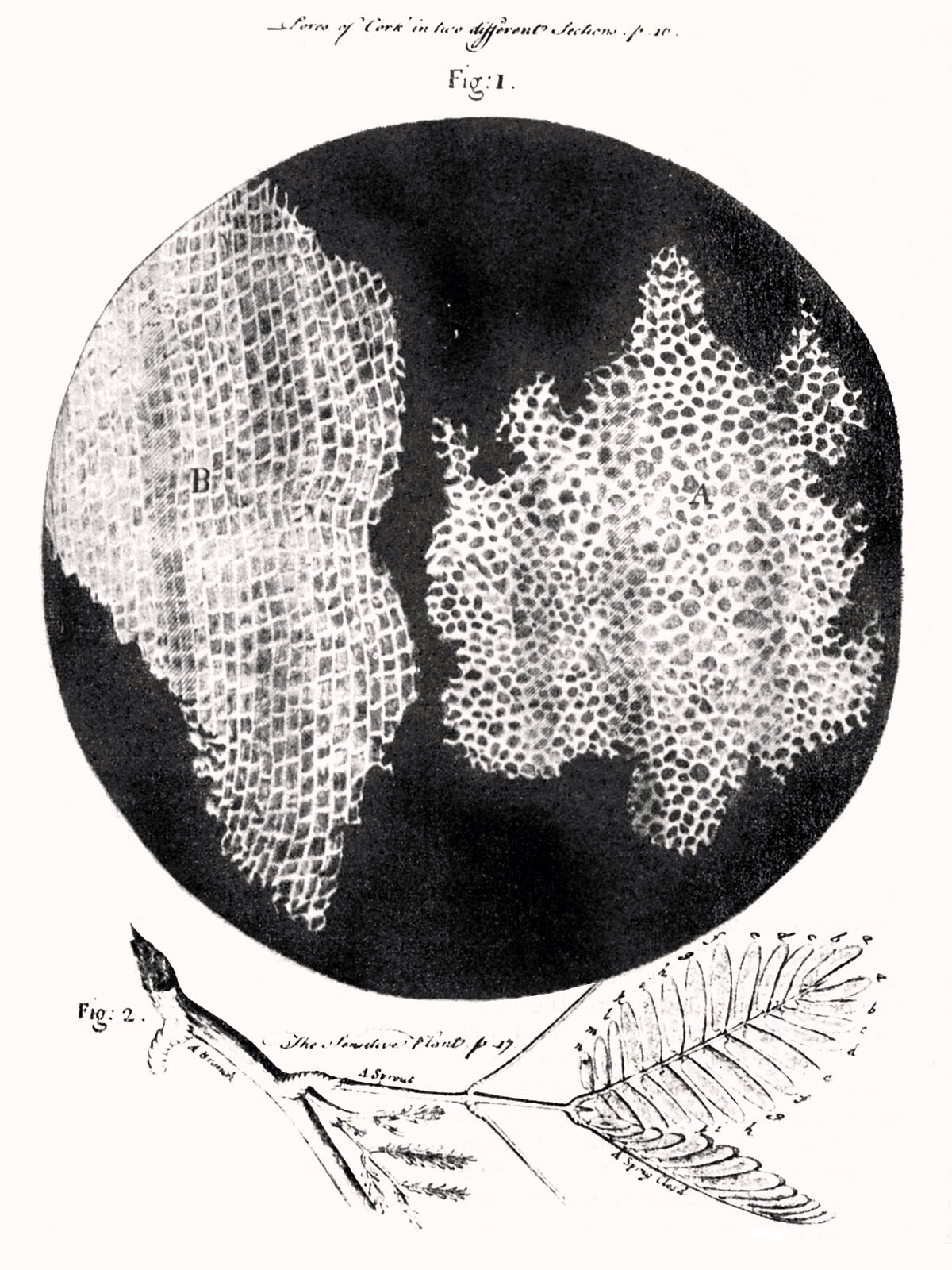
Клітини в корі коркового дуба.
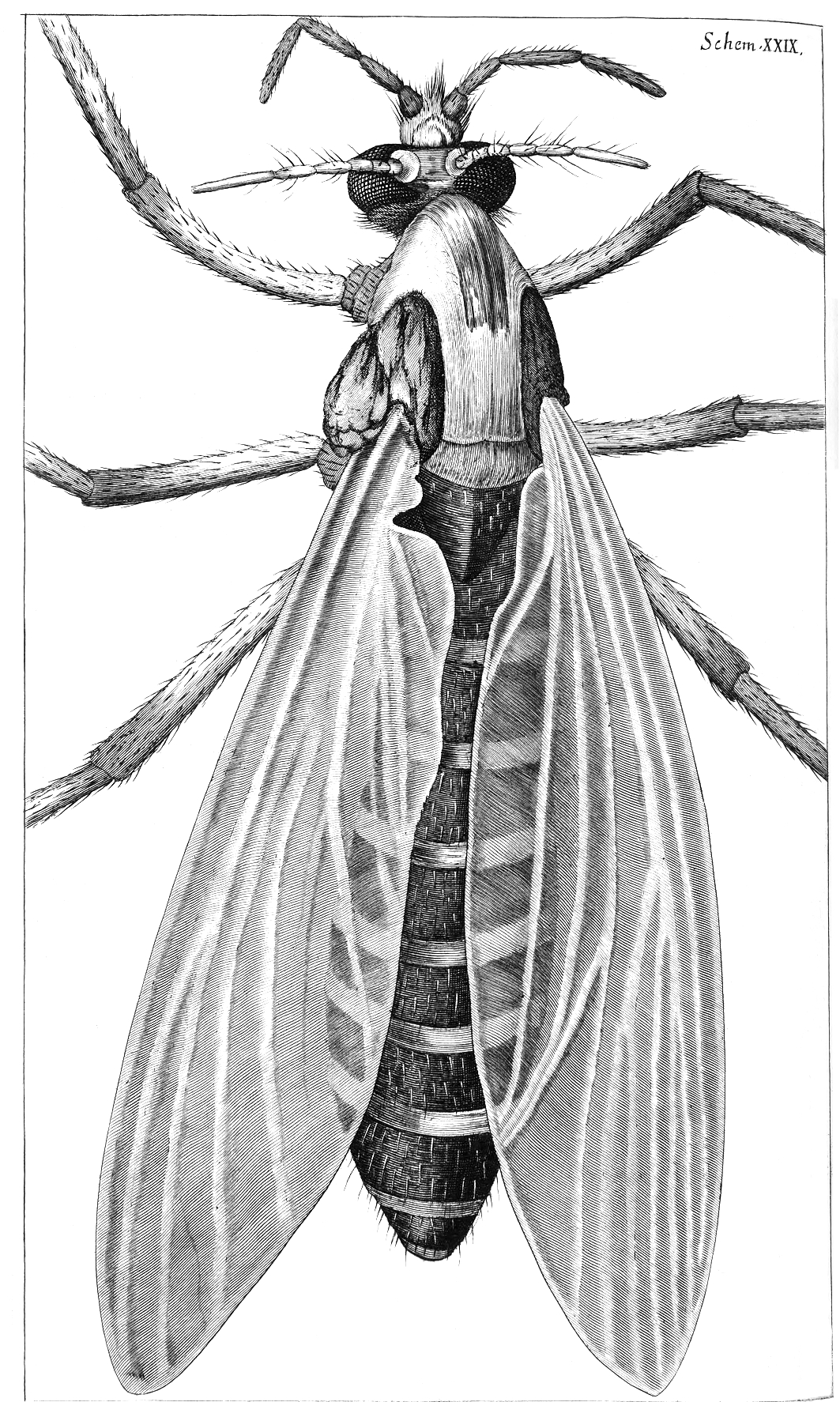
Рисунок комара.